# Jean-Marie Séverin
Jean-Marie Severin (Namen, 8 april 1941) is een Belgisch voormalig politicus voor de MR. Hij was onder meer minister in de Waalse Regering.

## Levensloop
Als licentiaat in de commerciële en financiële wetenschappen aan de Université de Liège werd Jean-Marie Severin als zelfstandige in de jaren 1960 lid van de toenmalige PLP. 
In oktober 1970 werd hij verkozen tot gemeenteraadslid van Forville, dat na de gemeentefusies van 1976 opging in de gemeente Éghezée. Van deze gemeente was Severin van 1977 tot 1985 en van 1992 tot 2018 gemeenteraadslid, van 1995 tot 2006 eerste schepen en van 2007 tot 2012 OCMW-voorzitter.
Van 1974 tot 1985 was Severin provincieraadslid van Namen en was vervolgens van 1985 tot 1991 gedeputeerde van de provincie. Daarna zetelde hij van 1991 tot 1995 in de Kamer van volksvertegenwoordigers en hierdoor zetelde hij automatisch ook in de Waalse Gewestraad en de Raad van de Franse Gemeenschap. Van 1992 tot 1995 was hij secretaris van de Waalse Gewestraad. Inmiddels was hij ook voorzitter geworden van de provinciale Parti réformateur libéral-afdeling (zoals de PLP inmiddels heette) van Namen. Van 1995 tot 2001 was hij samen met Didier Reynders ondervoorzitter van de PRL.
Van 1995 tot 2009 zetelde Severin in het Waals Parlement en in het Parlement van de Franse Gemeenschap. In het Waals Parlement was hij van 1995 tot 1999 eerste ondervoorzitter. Na het ontslag van parlementsvoorzitter Guy Spitaels was hij in februari 1997 ad-interimvoorzitter van het Waals Parlement.
Van juni 1999 tot oktober 2000 was hij in de Waalse regering-Di Rupo minister van Binnenlandse Aangelegenheden   en Ambtenarenzaken, waarna hij van 2000 tot 2001 voorzitter van het Parlement van de Franse Gemeenschap was. In september 2001 nam hij ontslag als voorzitter van deze assemblee nadat zijn oproep om het Waalse Gewest en de Franse Gemeenschap te fuseren op kritiek werd onthaald. Van juni tot juli 2004 was hij nogmaals ondervoorzitter van het Waals Parlement.
Severin bekleedde diverse bestuursmandaten. In 2004 volgde hij André Damseaux op als voorzitter van het Rijksinstituut voor de Sociale Verzekeringen der Zelfstandigen. Philippe Dodrimont volgde hem in 2014 op. Verder was hij:
- ondervoorzitter van de Union des Villes et Communes de Wallonie,
- bestuurder van de Société régionale wallonne du transport (tot 2004),
- bestuurder van de Conseil de l'enseignement des communes et provinces (tot 2007),
- bestuurder van MEDENAM. Centre de référence en médiation de dettes.